# اورلاندو بزرگ

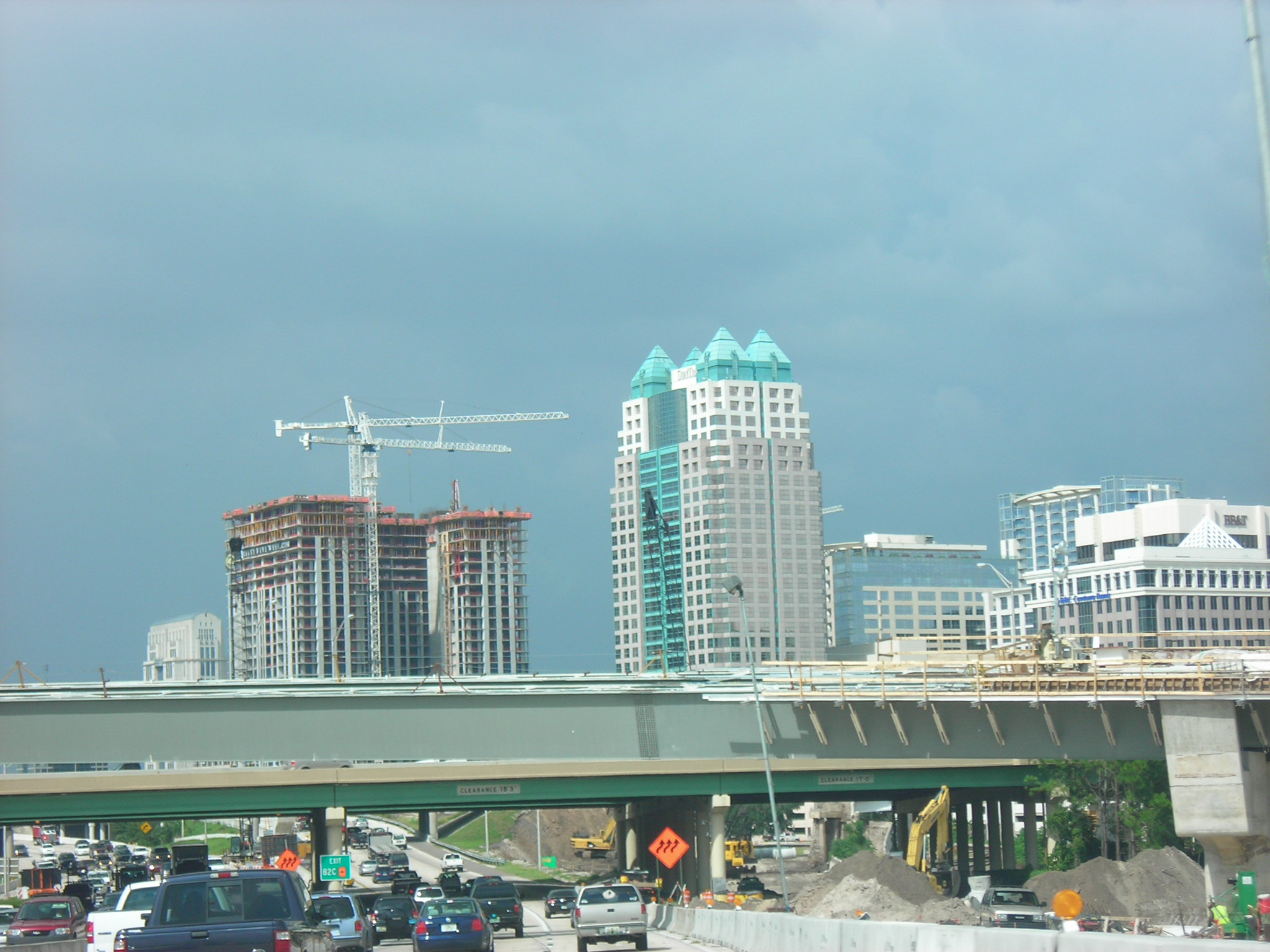
اورلاندو بزرگ

اورلاندو بزرگ (به انگلیسی: Greater Orlando) یک منطقه کلان‌شهری در ایالات متحده آمریکا است. اورلاندو بزرگ ۲٬۴۴۱٬۲۵۷ نفر جمعیت دارد.